# У Ган
У Ган (кит. трад. 吳剛, упр. 吴刚, пиньинь Wú Gāng) — персонаж китайской мифологии, приговоренный к непрестанной рубке дерева османтус на Луне, которое затем вырастает снова. Причины приговора разнятся по источникам. Из-за схожести сюжетов У Гана иногда называют «китайским Сизифом». В китайском языке существует чэнъюй «У Ган рубит дерево» (кит. трад. 吳剛伐木, упр. 吴刚伐木, пиньинь Wú Gāng fámù), который примерно соответствует в русском языке выражению «сизифов труд», в значении бессмысленного непрекращающегося труда. Другой вариант этого выражения — «рубить коричное дерево на Луне» (кит. упр. 伐月中之桂, пиньинь fá yuè zhōng zhī guì).